# Euonymus semenovii
Euonymus semenovii är en benvedsväxtart som beskrevs av Regel och Herd. Euonymus semenovii ingår i släktet Euonymus och familjen Celastraceae. Inga underarter finns listade.